# Aeroporto Almirante Marco A. Zar
O Aeroporto Almirante Marco Andrés Zar (IATA: REL, ICAO: SAVT) serve a cidade de  Trelew, província de Chubut, Argentina. Está localizado a 7 km do centro da cidade. Suas instalações pertecem a Marinha Argentina. No mesmo terreno está localizada a Base Naval Almirante Marco Antonio Zar.
O aeroporto serve também a cidade de Rawson, capital da província de  Chubut, localizada a 26 km do aeroporto. Seu terminal tem 3500 m² de área e 126000 m² de pistas. Possui ainda um estacionamento para 128 carros.

## Fato histórico
O atual prédio substituiu o do antigo aeroporto que foi o local do Massacre de Trelew. Em 22 de Agosto de 1972 110 prisioneiros escaparam da prisão de Rawson e tentaram sequestrar o BAC 1-11 da Austral Líneas Aéreas com destino a Comodoro Rivadavia. Os foragidos tinham a intenção de desviar o voo para o Chile e de lá fugir para Cuba. O plano foi frustrado e, na madrugada de 22 de agosto, 16 deles foram fuzilados.

## Terminal
| Companhias            | Destinos |
| --------------------- | --- |
| Aerolíneas Argentinas | Buenos Aires, El Calafate, Esquel, Ushuaia, São Paulo - Guarulhos (sazonal)                                 |
| Austral Líneas Aéreas | Bahía Blanca, Buenos Aires, Comodoro Rivadavia, Córdoba, Mar del Plata, Necochea, San Antonio Oeste, Viedma |
| Flybondi              | Buenos Aires                                                                                                |